# Породица Болин
Породица Болин (енгл. Boleyn family) је била истакнута властелинска и аристократска енглеска породица. Породица је на врхунцу моћи била за време владавине династије Тјудора, када је Ен Болин постала друга жена Хенрија , a њихова ћерка Елизабета краљица Енглеске и Ирске.

## Чланови породице
- Џефри Болин, градоначелник Лондона
- Томас Болин, отац Ен, Џорџа и Марије, дворјанин и амбасадор
- Маргарет Батлер, удата Болин, Томасова мајка
- Елизабет Хауард, контеса од Вилтшира, удата Болин, мајка Ен, Џорџа и Марије
- Елизабет Болин
- Џејмс Болин

- Ана Болин, друга супруга Хенрија
- Џорџ Болин, брат Ане, виконт Рочфорд
- Џејн Болин, виконтица Рочфорд, погубљена заједно краљицом Катарином
- Мери Болин, сестра Ане и дугорочне љубавница Хенрија
- Катарина Кери, Мерина кћерка, главна дворска дама краљице Елизабете
- Џорџ Болин (декан), вероватно даљи рођак, али наводно син Џорџа и Џејн Болин

- Елизабета I, енглеска краљица, кћерка Ане Болин

## Списак владара из породице Болин
| Слика | Име                 | Од                 | До              | Веза са претходником       |
| ----- | ------------------- | ------------------ | --------------- | -------------------------- |
|       | Краљица Ен Болин    | 28. маја 1533.     | 17. маја 1536.  | друга супруга Хенрија .    |
|       | Краљица Елизабета I | 17. новембра 1558. | 24. марта 1603. | Кћерка Хенрија и Ен Болин. |